# Curaeus
Curaeus és un dels gèneres d'ocells, de la família dels ictèrids (Icteridae).

## Taxonomia
Segons la classificació del Congrés Ornitològic Internacional (versió 2.6, 2010), aquest gènere contenia dues espècies:
- Curaeus curaeus
- Curaeus forbesi

Posteriorment però, la segona d'elles ha estat ubicada al monotípic gènere Anumara (Sclater, PL, 1886), quedant Curaeus com un gènere monotípic.